# ریکاردو ویلیامز (بوکسور)
ریکاردو ویلیامز (انگلیسی: Ricardo Williams؛ زادهٔ ۲۵ ژوئن ۱۹۸۱) بوکسور اهل ایالات متحده آمریکا است.